# Chester Professional Tournament 1969
Il Chester Professional Tournament 1969 è stato il secondo evento professionistico della stagione 1969-1970 di snooker, il secondo Non-Ranking, e la 1ª edizione di questo torneo, che si è disputato dal 21 al 23 luglio 1969, presso l'Upton By Chester British Legion di Chester, in Inghilterra.
Il torneo è stato vinto da Jackie Rea, il quale ha battuto in finale John Spencer per 4-3. L'inglese si è aggiudicato così il suo il primo Chester Professional Tournament e il suo 28º titolo Non-Ranking in carriera.

## Tabellone
|  | Semifinali Al meglio dei 7 frames | Semifinali Al meglio dei 7 frames | Semifinali Al meglio dei 7 frames |            |              | Finale Al meglio dei 7 frames | Finale Al meglio dei 7 frames | Finale Al meglio dei 7 frames |  |
|  |                                   |                                   |                                   |            |              |                               |                               |                               |  |
|  | John Spencer                      | John Spencer                      | 4                                 |            |              |                               |                               |                               |  |
|  | John Spencer                      | John Spencer                      | 4                                 |            |              |                               |                               |                               |  |
|  | David Taylor                      | David Taylor                      | 0                                 |            |              |                               |                               |                               |  |
|  | David Taylor                      | David Taylor                      | 0                                 |            | John Spencer | John Spencer                  | 3                             |                               |  |
|  |                                   |                                   |                                   |            | John Spencer | John Spencer                  | 3                             |                               |  |
|  |                                   |                                   | Jackie Rea                        | Jackie Rea | 4            |                               |                               |                               |  |
|  | Jackie Rea                        | Jackie Rea                        | Jackie Rea                        | Jackie Rea | 4            | 4                             |                               |                               |  |
|  | Jackie Rea                        | Jackie Rea                        |                                   |            |              |                               |                               |                               |  |
|  | Kinglsey Kennerley                | Kinglsey Kennerley                | 1                                 |            |              |                               |                               |                               |  |

### Finale
| Finale (Al meglio dei 7 frames) Upton By Chester British Legion, Chester, 23 luglio 1969. Arbitro: ? |     |            |
| John Spencer                                                                                         | 3–4 | Jackie Rea |
| |     |            |
| Jackie Rea vince il Chester Professional Tournament 1969                                             |     |            |